# Bill Nunn
William Goldwyn Nunn III, detto Bill (Pittsburgh, 20 ottobre 1953 – Pittsburgh, 24 settembre 2016), è stato un attore statunitense.

## Biografia
Figlio del curatore editoriale Bill Nunn, crebbe in Pennsylvania per poi spostarsi in Georgia con la moglie Donna Anne Watts e con le loro due figlie, Jessica e Cydney. Recitò in diversi film, dalla commedia al dramma, tra cui Sister Act - Una svitata in abito da suora (1992), La leggenda del pianista sull'oceano (1998), e molte pellicole dirette da Spike Lee, come Fa' la cosa giusta (1989), dove interpretava il ruolo di Radio Raheem. Malato di leucemia, morì il 24 settembre 2016, a 62 anni.

## Filmografia

### Cinema
- Pelle di sbirro (Sharky's Machine), regia di Burt Reynolds (1981)
- Aule turbolente (School Daze), regia di Spike Lee (1988)
- Fa' la cosa giusta (Do the Right Thing), regia di Spike Lee (1989)
- Glory - Uomini di gloria (Glory), regia di Edward Zwick (1989)
- Def by Temptation, regia di James Bond III (1990)
- Cadillac Man - Mister occasionissima (Cadillac Man), regia di Roger Donaldson (1990)
- Mo' Better Blues, regia di Spike Lee (1990)
- New Jack City, regia di Mario Van Peebles (1991)
- A proposito di Henry (Regarding Henry), regia di Mike Nichols (1991)
- Sister Act - Una svitata in abito da suora (Sister Act), regia di Emile Ardolino (1992)
- Palle in canna (Loaded Weapon 1), regia di Gene Quintano (1993)
- L'ultima seduzione (The Last Seduction), regia di John Dahl (1994)
- L'inferno nello specchio (Candyman 2) (Candyman: Farewell to the Flesh), regia di Bill Condon (1995)
- Operazione Canadian Bacon (Canadian Bacon), regia di Michael Moore (1995)
- Cosa fare a Denver quando sei morto (Things to Do in Denver When You're Dead), regia di Gary Fleder (1995)
- Money Train, regia di Joseph Ruben (1995)
- Bulletproof, regia di Ernest Dickerson (1996)
- Extreme Measures - Soluzioni estreme (Extreme Measures), regia di Michael Apted (1996)
- Il collezionista (Kiss the Girls), regia di Gary Fleder (1997)
- Mad City - Assalto alla notizia (Mad City), regia di Costa-Gavras (1997)
- He Got Game, regia di Spike Lee (1998)
- La trappola (Ambushed), regia di Ernest Dickerson (1998)
- La leggenda del pianista sull'oceano, regia di Giuseppe Tornatore (1998)
- Una partita per la libertà (Passing Glory), regia di Steve James (1999)
- Lockdown - Dietro le sbarre (Lockdown), regia di John Luessenhop (2000)
- Spider-Man, regia di Sam Raimi (2002)
- People I Know, regia di Daniel Algrant (2002)
- La giuria (Runaway Jury), regia di Gary Fleder (2003)
- Spider-Man 2, regia di Sam Raimi (2004)
- Idlewild, regia di Bryan Barber (2006)
- Il cane pompiere (Firehouse Dog), regia di Todd Holland (2007)
- Spider-Man 3, regia di Sam Raimi (2007)
- Una scuola per Malia (Won't Back Down), regia di Daniel Barnz (2012)

### Televisione
- Una verità nascosta (White Lie), regia di Bill Condon – film TV (1991)
- Il tocco di un angelo (Touched By an Angel) – serie TV, 1 episodio (1996)
- I racconti di Quicksilver (Quicksilver Highway), regia di Mike Garris – film TV (1997)
- Millennium – serie TV, episodio 1x21 (1997)
- Always Outnumbered - Giustizia senza legge (Always Outnumbered), regia di Michael Apted – film TV (1998)
- Un grappolo di sole (A Raisin in the Sun) – film TV (2008)

## Doppiatori italiani
Nelle versioni in italiano delle opere in cui ha recitato, Bill Nunn è stato doppiato da:
- Roberto Stocchi in Fa' la cosa giusta, New Jack City, People I Know
- Stefano Mondini in Money Train, La giuria, Il cane pompiere
- Roberto Draghetti in Spider-Man, Spider-Man 2, Spider-Man 3
- Angelo Nicotra ne Il collezionista, Lockdown - Dietro le sbarre
- Saverio Moriones in He got game, Una scuola per Malia
- Massimo Corvo in Mo' Better Blues
- Francesco Pannofino in A proposito di Henry
- Maurizio Mattioli in Sister Act - Una svitata in abito da suora
- Mario Bombardieri in Palle in canna
- Fabio Mazzari in L'ultima seduzione
- Paolo Lombardi in L'inferno nello specchio (Candyman 2)
- Danilo De Girolamo in Cosa fare a Denver quando sei morto
- Claudio Fattoretto in Bulletproof
- Antonio Palumbo in Extreme Measures - Soluzioni estreme
- Pasquale Anselmo in Millennium
- Vittorio Di Prima in La leggenda del pianista sull'oceano